# Otto von Koppelow

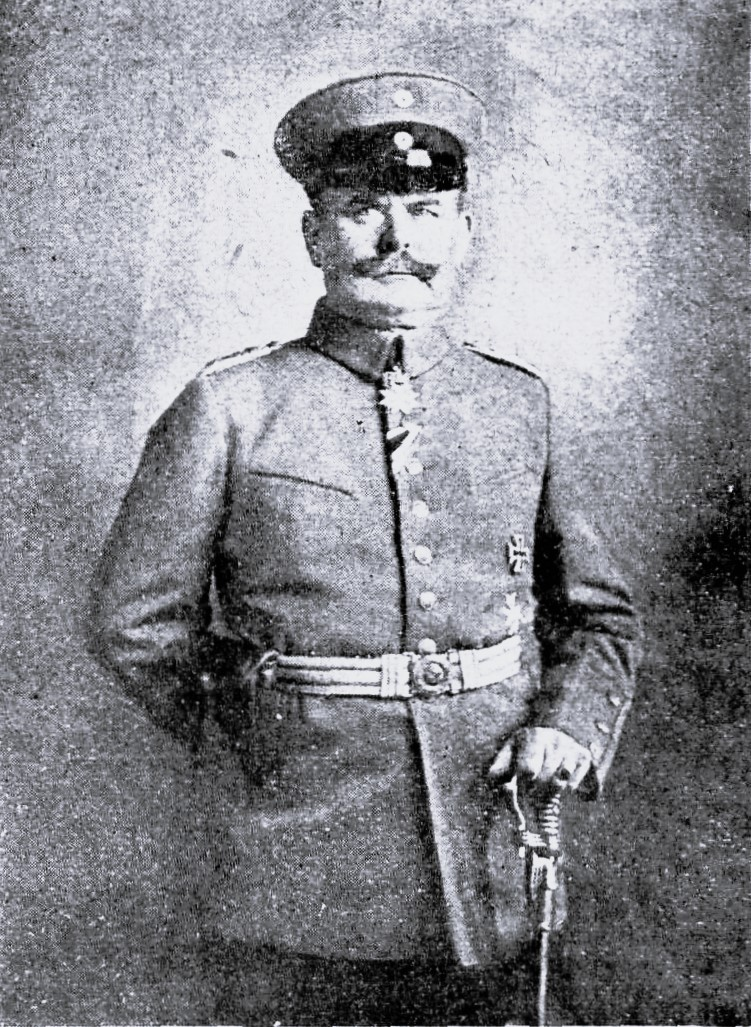
Otto von Koppelow

Wappen derer von Koppelow

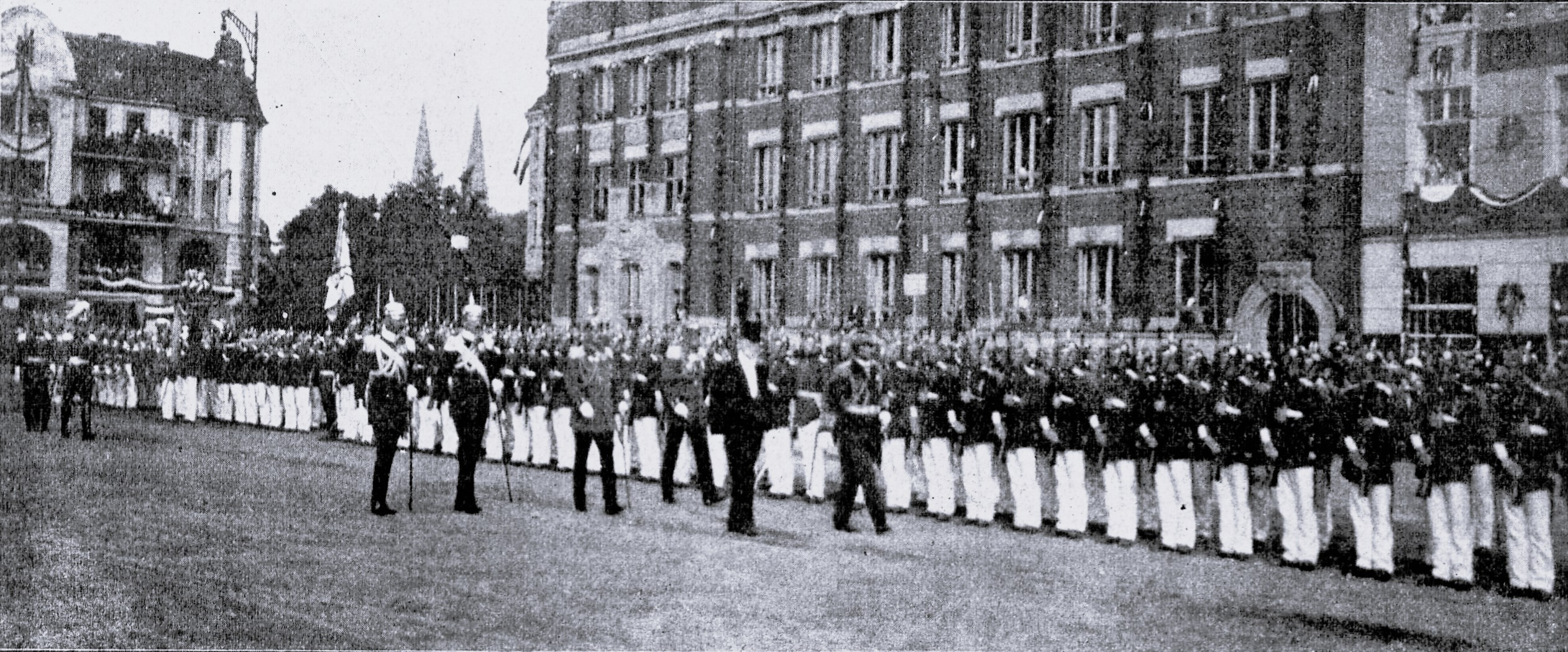
Koppelow mit Generalmajor Morgen dem Kaiser beim Abschreiten der Front folgend

Otto (Karl Julius Friedrich Hermann) von Koppelow (* 16. September 1863 in Schwerin; † 20. Oktober 1942 in Lübeck) war ein preußischer Generalleutnant.

## Leben

### Herkunft
Er entstammte dem alten mecklenburgischen Adelsgeschlecht von Koppelow und war der Sohn des preußischen Oberst und Kommandeurs des 1. Oberschlesischen Infanterie-Regiments Nr. 22 in Ratibor Paul Magnus Karl von Koppelow (1826–1878) und dessen Frau Johanne Ulrike, geborene von Möllendorff (1838–1911) aus dem Haus Ganzer.

### Militärkarriere
Koppelow wurde im Kadettenkorps erzogen und als Sekondeleutnant am 15. April 1882 dem 1. Thüringischen Infanterie-Regiment Nr. 31 der Preußischen Armee in Altona überwiesen. Nachdem er sich als Bataillons-, später als Regimentsadjutant bewährte, wurde er 1893 Adjutant der 24. Infanterie-Brigade in Neiße. Unter der Beförderung zum Hauptmann wurde Koppelow zum Kompaniechef im Infanterie-Regiment „Herzog von Holstein“ (Holsteinisches) Nr. 85 in Rendsburg ernannt. Als Adjutant der 36. Division in Danzig wurde er 1903 zum Major befördert und 1906 als Bataillonskommandeur zum dortigen Grenadier-Regiment „König Friedrich I.“ (4. Ostpreußisches) Nr. 5 versetzt. Nach der Beförderung zum Oberstleutnant und Oberst wurde Koppelow am 18. April 1913 als Nachfolger von Oberst Jarotzky zum Kommandeur des Infanterie-Regiments „Lübeck“ (3. Hanseatisches) Nr. 162 ernannt. Als solcher erstattete er dem Kaiser bei dessen Besuch am 9. August 1913 vor dem Lübecker Hauptbahnhof Report.
Am 31. Juli 1914, einen Tag vor der Mobilmachung, verließ er mit seinem Regiment Lübeck zum Schutz der Insel Sylt. Dort begann für sie der Erste Weltkrieg. Nach Kämpfen bei Termonde, Noyon und Roye wurde er zuerst zur 34. Reserve-Infanterie-Brigade versetzt, dann Kommandeur der 35. Infanterie-Brigade und nach deren Auflösung Kommandeur der 108. Infanterie-Brigade. Im März 1915 erkrankte Koppelow so schwer, dass er operiert werden musste.
Ab dem 27. August 1915 führte er die 181. Infanterie-Brigade, mit der er an der Offensive Kowno-Wilna teilnahm. Später war Koppelow Kommandeur der 27. Landwehr-Infanterie-Brigade und der 50. Reserve-Infanterie-Brigade vor Verdun. Am 27. Januar 1916 wurde Koppelow zum Generalmajor befördert. An einem Herzleiden erkrankt, musste er Anfang September 1916 in die Heimat zurück.
Im Januar 1917 wurde Koppelow dem Stellvertretenden Generalkommando des IX. Armee-Korps zugeteilt und im April der 5. Armee zur Leitung des Ausbaus der Krimhildstellung überwiesen. Da er nicht mehr felddienstfähig war, wurde Koppelow am 7. Mai 1918 zur Disposition gestellt. Der Charakter eines Generalleutnants wurde ihm am 22. Dezember desselben Jahres verliehen. Koppelow war Rechtsritter des Johanniterordens.
Seit seinem Ausscheiden aus der Armee lebte er in Lübeck und nahm regen Anteil an der Entwicklung des 162. Bundes.

## Auszeichnungen
- Eisernes Kreuz
- Roter Adlerorden II. Klasse mit Schwertern
- Lübecker Hanseatenkreuz